# Janeway-Läsion
Janeway-Läsionen sind kleine erythematöse oder hämorrhagische Flecken oder Knoten der Handinnenflächen oder Fußsohlen.
Sie weisen als Nebenkriterium der Duke-Kriterien auf eine infektiöse (bakterielle) Endokarditis hin. Meist ist der zugrunde liegende Keim ein Staphylokokkus. Ihre Pathogenese beruht wahrscheinlich auf bakteriellen Mikroembolien.
Die Janeway-Läsion ist nach Theodore Caldwell Janeway (1872–1917) benannt. Janeway war ein Professor für Innere Medizin und vorwiegend auf dem Gebiet der Kardiologie und Infektiologie tätig.
Sehr ähnlich sind Osler-Knötchen; der Unterschied besteht darin, dass diese druckschmerzhaft sind und eher am Finger-/Zehenende liegen.